# Presbytère Saint-Paul de Koenigshoffen
Le presbytère Saint-Paul de Koenigshoffen est un monument historique situé à Strasbourg, dans le département français du Bas-Rhin.

## Localisation
Ce presbytère est situé au 35, rue de la Tour à Strasbourg-Koenigshoffen, à proximité de l'Église Saint-Paul.

## Historique
L'édifice fait l'objet d'une inscription au titre des monuments historiques depuis 1997.